# Odontolabis gazella
Espèce
Odontolabis gazella est une espèce de coléoptères de la famille des Lucanidae, de la sous-famille des Lucaninae, du genre Odontolabis.

## Description
Il mesure entre 40 millimètres pour les femelles et 60 millimètres de long pour les mâles.

## Répartition
Il vit à Bornéo, Sumatra, sur l'île Balabac et en Malaisie.